# 夢萊茵
夢萊茵，是一對位於臺灣高雄市前金區的大樓，坐落於愛河旁。目前該大樓為高雄市第16高的建築，也是高雄最高的雙塔式建築。

## 外部連結
- Skyscraperpage.com上的夢萊茵（页面存档备份，存于）
- 河東路生活圈 觀景大樓搶手 （页面存档备份，存于）